# Tyler1
Тайлер Стейнкамп (англ. Tyler Steinkamp), более известный как tyler1, — американский стример на Twitch. Является одним из наиболее популярных стримеров League of Legends, его Twitch насчитывает более четырёх с половиной миллионов подписчиков. Стейнкампу было запрещено играть в LoL с апреля 2016 года по январь 2018 года за подрывное поведение по отношению к другим игрокам, что принесло ему прозвище «Самый токсичный игрок в Северной Америке». Его первый эфир по League of Legends после восстановления достиг максимума у более чем 386 000 зрителей на Twitch, и эта цифра была отмечена как крупнейшая не турнирная одновременная аудитория на тот момент.

## Карьера

### Начальная популярность и блокировка
В 2014 году Стейнкамп занял 14-е место в рейтинге игроков Северной Америки в League of Legends, но до 2016 его трансляции пользовались малой популярностью. В сообществе League of Legends Стейнкамп впервые стал известен своим агрессивным поведением, которое демонстрировалось в его эфирах, включая личные оскорбления, поощрение игроков к самоубийству и преднамеренные проигрыши в ущерб своим товарищам по команде. Такое поведение в конечном итоге привело к перманентным банам на 22 уникальных аккаунтах в течение нескольких лет.
Twitch-канал Стейнкампа быстро вырос в популярности в апреле 2016 года. К концу месяца число подписчиков выросло с 5700 до 92000. Его неагрессивное поведение быстро кончилось, но количество его подписчиков продолжало расти, что побудило нескольких высокопоставленных и профессиональных игроков осудить его поведение. Те, кто противостоял поведению Стейнкампа, полагали, что его популярность будет стимулировать и нормализовать токсичность игроков, и критиковали разработчика Riot Games за то, что они не предприняли действий, чтобы предотвратить это поведение.
30 апреля 2016 года сотрудник Riot Games «Riot Socrates» объявил, что из-за «хорошо документированной истории запретов аккаунтов за словесные оскорбления» и притеснений со стороны игроков Тайлеру больше не будет разрешено владеть аккаунтом League of Legends, заявив: «мы хотим, чтобы вы знали: когда появится редкий игрок, который действительно придурок, мы всё равно вас поддержим». В рамках практики Riot Games, известной как ID Banning, учетные записи Стейнкампа, открытые для публичной трансляции, будут немедленно забанены, даже если правила еще не были нарушены в аккаунте. На сегодняшний день такого рода запреты случались всего несколько раз в истории League of Legends. (В частности, профессиональный игрок Дженсен (тогда «Инкарнация») был так же бессрочно заблокирован в 2013 году за «оскорбительное поведение и плохое спортивное мастерство», из-за чего он временно вышел на пенсию, пока в 2014 году он не был разбанен и присоединился к Cloud9.
После того, как его забанили, Steinkamp был вынужден отказаться от участия в League of Legends, продолжая расширять круг своих поклонников, поскольку его Twitch-канал становился все более эксцентричным. Его трансляции привлекли внимание средств массовой информации, когда он разыгрывал 45-минутную пародию на свою жизнь перед зеленым экраном в честь Дня дурака в 2018 году под названием «День в жизни Tyler1». Он также продолжал транслировать другие игры, такие как PUBG.
В октябре 2017 года сотрудник Riot Games Аарон «Sanjuro» Ратледж сделал оскорбительные замечания о Стейнкампе на официальном Discord-сервере Лиги Легенд, сказав, что он выглядел как «гомункул» и что «он умрет от передозировки Кокаина или стероидов.» Компания ответила: «То, что было сказано, НЕ ПРАВДА, и мы относимся к этому очень серьезно», извиняясь перед Тайлером и сообществом League of Legends. Стейнкамп ответил на инцидент, сказав: «Это действительно отстойно, что некоторые люди все еще обижены… и отказываются признать, что я изменился». Несколько дней спустя журналист-расследователь киберспорта Ричард Льюис сообщил, что Ратледж больше не работает в Riot Games.

### Возвращение
В конце 2017 года Стейнкамп объявил в прямом эфире, что получил электронное письмо от Riot Games, что его запрет будет снят в конце года, если аккаунты, в которых он играл в прошлом месяце, будут освобождены от оскорбительного поведения. В январе 2018 года Стейнкамп объявил, что он не был забанен, что позже было подтверждено с помощью Riot Games Kotaku. Первый эфир Тайлера после разблокировки в январе 2018 года, собрал более чем 382 000 зрителей, побив рекорд по числу одновременных зрителей для отдельного стримера на Twitch, установленный Faker в 2017 году. Эта запись была побита через месяц первым стримом Doctor DisRespect после возвращения с двухмесячного перерыва, хотя из-за противоречивых сообщений в СМИ и технических проблем с Twitch, источники не согласны с тем, была ли запись фактически побита.
Во время разгневанного разглагольствования о недавних изменениях в игре Стейнкамп признался, что был зависим от League of Legends, побудив других членов сообщества поделиться своими историями о наркомании и поделиться советами от сотрудников Riot Games.
Тайлер Стейнкамп — популярная личность в сети League of Legends. В феврале 2018 года он превысил 30 000 платных подписчиков на своем канале Twitch. По состоянию на февраль 2020 года канал Steinkamp’s Twitch имеет около 3 миллионов подписчиков и более 100 миллионов просмотров, а его канал на YouTube имеет более 2 миллионов подписчиков и почти 300 миллионов просмотров.

### Чемпионат Tyler1
В ноябре 2017 года в Steinkamp состоялся онлайн-турнир League of Legends под названием Tyler1 Championship Series (TCS). Пародируя сериал Championship League of Legends (LCS), Стейнкамп перед зеленым экраном устремился к изображениям стадионов LCS и столу комментаторов. Турнир достиг максимума в более чем 200 000 одновременных зрителей на Twitch и был просмотрен профессиональными игроками и кастерами LCS. Команда-победитель была награждена $ 10 000, финансируемой Steinkamp напрямую и без каких-либо спонсоров.
В ноябре 2018 года серия чемпионатов Tyler1 вернулась, на этот раз с увеличенным призовым фондом в 50 000 долларов, вновь финансируемым Steinkamp. Rift Herald особенно высоко оценил его улучшение качества по сравнению с предыдущим турниром, заявив: «То, что начиналось как мем …, превратилось в нечто, похожее на настоящий онлайн-турнир третьих лиц. Здесь впечатляющая графика, гладкие и плавные повторы и парад таланта сообщества, который был привлечен, чтобы помочь устроить и устроить событие».

## Личная жизнь
Стейнкамп родился 7 марта 1995 года в Миссури. Он изучал информатику в Центральном методистском университете, прежде чем уйти, чтобы сосредоточиться на своей карьере стримера. Будучи студентом, он играл в качестве нападающего за футбольную команду университета.